# Gmina Goworowo
Die Gmina Goworowo ist eine Landgemeinde im Powiat Ostrołęcki der Woiwodschaft Masowien in Polen. Sie hat etwa 8200 Einwohner. Ihr Sitz ist das gleichnamige Dorf mit etwa 700 Einwohnern.

## Geographie

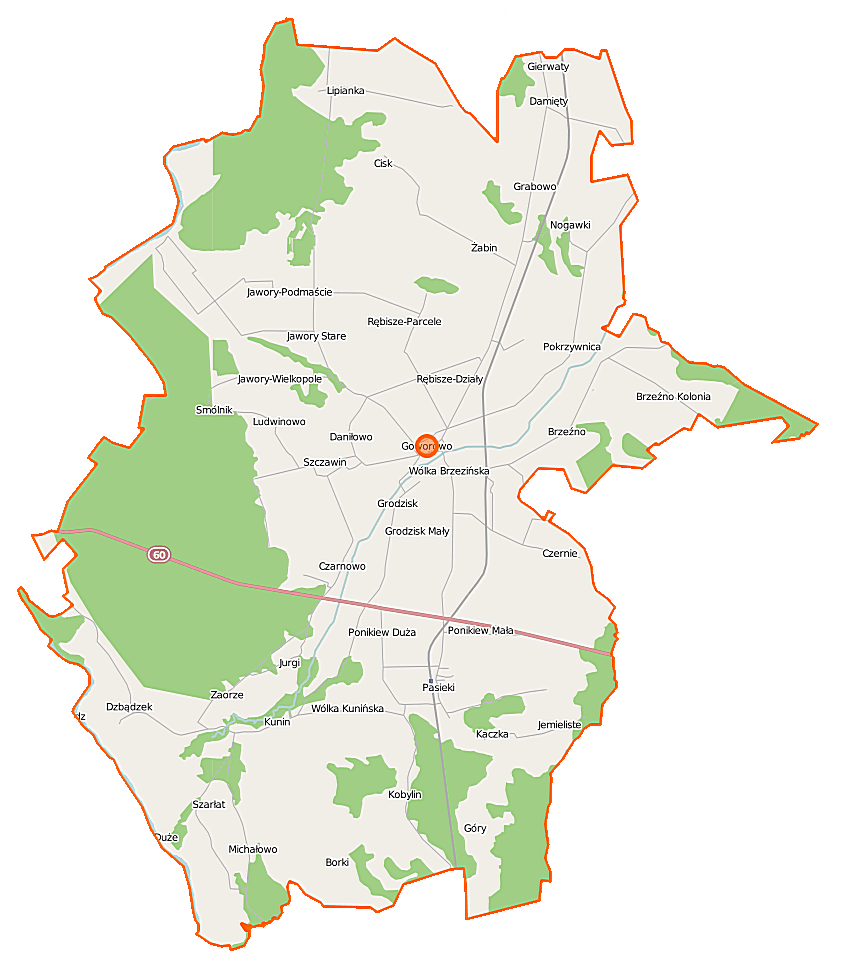
Karte der Gemeinde

Die Gemeinde liegt im Nordosten der Woiwodschaft, die Grenze zur Woiwodschaft Podlachien ist 20 Kilometer entfernt. Die kreisfreie Kreisstadt Ostrołęka (Ostrolenka) liegt 15 Kilometer nördlich und Warschau 70 Kilometer südwestlich. Die Gemeinde hat eine Fläche von 219 km², von der 63 Prozent land- und 29 Prozent forstwirtschaftlich genutzt werden. Ihr Gebiet ist mit 38 Einwohnern/km² dünn besiedelt. Die wichtigsten Fließgewässer sind der Narew, die Liwiec, der Orz und die Czerna.

## Geschichte
Die Landgemeinde Goworowo wurde 1954 in Gromadas aufgelöst. Zum 1. Januar 1973 wurde sie in der Woiwodschaft Warschau aus Gromadas neu errichtet. Von 1975 bis 1998 gehörte die Gemeinde zur Woiwodschaft Ostrołęka. Der Powiat war in dieser Zeit aufgelöst. Die Landgemeinde kam 1999 an den Powiat Ostrołęcki der Woiwodschaft Masowien. Wójt ist seit den Kommunalwahlen 2018 Piotr Kosiorek, der Małgorzata Kulesza ablöste.

## Gliederung
Zur Landgemeinde (gmina wiejska) Goworowo gehören 45 größere Dörfer mit Schulzenamt (sołectwo), denen kleinere Orte und Wohnplätze ohne Schulzenamt zugeordnet sind:
Goworowo
Borki
Brzeźno
Brzeźno-Kolonia
Cisk
Czarnowo
Czernie
Damięty
Daniłowo
Dzbądzek
Gierwaty
Góry
Goworówek
Grabowo
Grodzisk Mały
Jawory-Podmaście
Jawory Stare
Jawory-Wielkopole
Jemieliste
Józefowo
Jurgi
Kaczka
Kobylin
Kruszewo
Kunin
Lipianka
Ludwinowo
Michałowo
Nogawki
Pasieki
Pokrzywnica
Pokrzywnica-Kolonia
Ponikiew Duża
Ponikiew Mała
Ponikiew Mała-Kolonia
Rębisze-Działy
Rębisze-Kolonia
Rębisze-Parcele
Struniawy
Szarłat
Szczawin
Wólka Brzezińska
Wólka Kunińska
Zaorze
Żabin
Kleinere Orte der Gemeinde sind Brzeźno-Wieś, Smólnik, der Weiler Kółko sowie die Forsthäuser Gogol-Gajówka, Jurgi, Kaszewiec, Kruszewo und Lipianka.

## Verkehr
Die Landesstraße DK61 führt von Warschau über Pułtusk und Różan durch den Süden der Landgemeinde über Ostrów Mazowiecka und Kolno nach Litauen. Sie ist teilweise als Schnellstraße S61 ausgebaut. Zwischen Różan und Ostrów Mazowiecka hat sie eine gemeinsame Trasse mit der aus der Woiwodschaft Łódź kommenden Landesstraße DK60.
Die Bahnstation Pasieki sowie die Haltepunkte Goworowo und Gierwaty liegen an der Bahnstrecke Tłuszcz–Ostrołęka.
Der nächste internationale Flughafen ist Warschau.